# Občané z Calais
Občané z Calais (Les Bourgeois de Calais) jsou nejznámějším skupinovým sousoším francouzského sochaře Augusta Rodina. Dílo vzniklo na popud francouzského města Calais mezi lety 1884 a 1895, kdy bylo v Calais dne 3. června slavnostně odhaleno. Za Rodinova života byl další odlitek odhalen v Londýně před budovou Parlamentu v roce 1915, čímž došlo k symbolickému propojení vlastního námětu.

## Námět a dílo
Námět vychází z dramatické epizody v průběhu stoleté války mezi Anglií a Francií. Popisuje ji Jean Froissart ve své Kronice historie Francie (Les Chroniques de France). Epizoda se váže k roku 1347, tedy krátce po bitvě u Crécy/Kresčaku.
Po dlouhém obléhání Angličany vyhladovělé město Calais, které ztratilo naději na pomoc zvenčí, se rozhodlo vzdát. Anglický král Eduard se rozhodl, že město ušetří, pokud šest nejvýznamnějších občanů přijde bez pokrývky hlavy, naboso, s provazem kolem krku a přinese klíče od města a pevnosti a vzdá se mu na milost a nemilost. Rozhodování v Calais bylo těžké. K Eustachu de Saint-Pierre, který byl nejzámožnějším občanem města, se postupně přidalo dalších pět občanů. Jejich jména Froissart neuvádí, pouze o dvou poznamenává, že byli bratry. Město opouštěla tato skupina doprovázená nářkem, výkřiky a slzami. Anglický král chtěl původně rukojmí popravit jako zadostiučinění za ztráty, které jeho vojsko při obléhání a na moři utrpělo. Teprve na naléhání královny, která byla ve vysokém stupni těhotenství, se rozhodl rukojmí ušetřit a propustit.
Auguste Rodin přečetl velmi podrobně tuto pasáž Froissartovy kroniky. Hned po prvním popudu ze strany Calais, ještě než byla oficiální objednávka, se rozhodl, že půjde o kolektivní pomník všech šesti účastníků tohoto dramatu. Jako rozhodující moment zvolil chvíli, kdy skupina opouští Calais, což mu umožnilo rozehrát všechna možná duševní hnutí, která bylo možné v tu chvíli předpokládat. Nejen odhodlání a vyrovnanost s osudem, ale i pochybnosti, bolest a zoufalství. To bylo také předmětem kritiky, že postavy nekráčejí stejným směrem a nevyjadřují jednotné odhodlání. Nicméně už od přípravných prací bylo konstatováno, že jde o mimořádné dílo a svou netradičností bylo srovnáváno s Rembrandtovou Noční hlídkou.
Modely pro jednotlivé postavy byly nejdříve ztvárněny bez šatů, posléze byly sochy oblečeny do popravčích rubášů. Odlitky jednotlivých soch jsou vystaveny v zahradě Rodinova muzea v Paříži.
Přestože sám Froissart uvádí pouze jedno jméno ze skupiny 6 občanů, dodatečně byly všechny postavy pojmenovány:
- Eustache de Saint - Pierre
- Jean d'Aire
- Jacques de Wissant
- Pierre de Wissant
- Jean de Fiennes
- Andrieu d'Andres

Jednotlivé postavy v detailu jsou ve výše uvedeném pořadí zobrazeny v galerii.
První odlitky sousoší v Calais i v Londýně byly postaveny na velmi vysokých podstavcích. Sám Rodin se později přiklonil k názoru, že idea pomníku vyžaduje, aby jeho aktéři byli blíže k publiku. Dnes je většina odlitků sousoší vystavena na velmi nízkých podstavcích. Po velkém úspěchu celého pomníku Rodin zpracoval samostatně hlavy i ruce jednotlivých postav z pomníku.
Odlitky sousoší dnes zdobí řadu míst na více kontinentech:
Calais, Londýn, Paříž (Musée Rodin), Kodaň (NY Carlsbeg Glyptotek), Mariemont v Belgii, Filadelfie (Rodinovo muzeum), Basilej (Kunsthaus), Washington (Hirshhorn Museum and Sculpture Garden), Tokyo (Národní muzeum západního umění), Pasadena (Norton Simon Museum of Modern Art), New York (Muzeum moderního umění), Soul (Rodin Gallery). Mimo to existují dvě sádrové verze pomníku (Meudon u Paříže, Benátky).

## Galerie

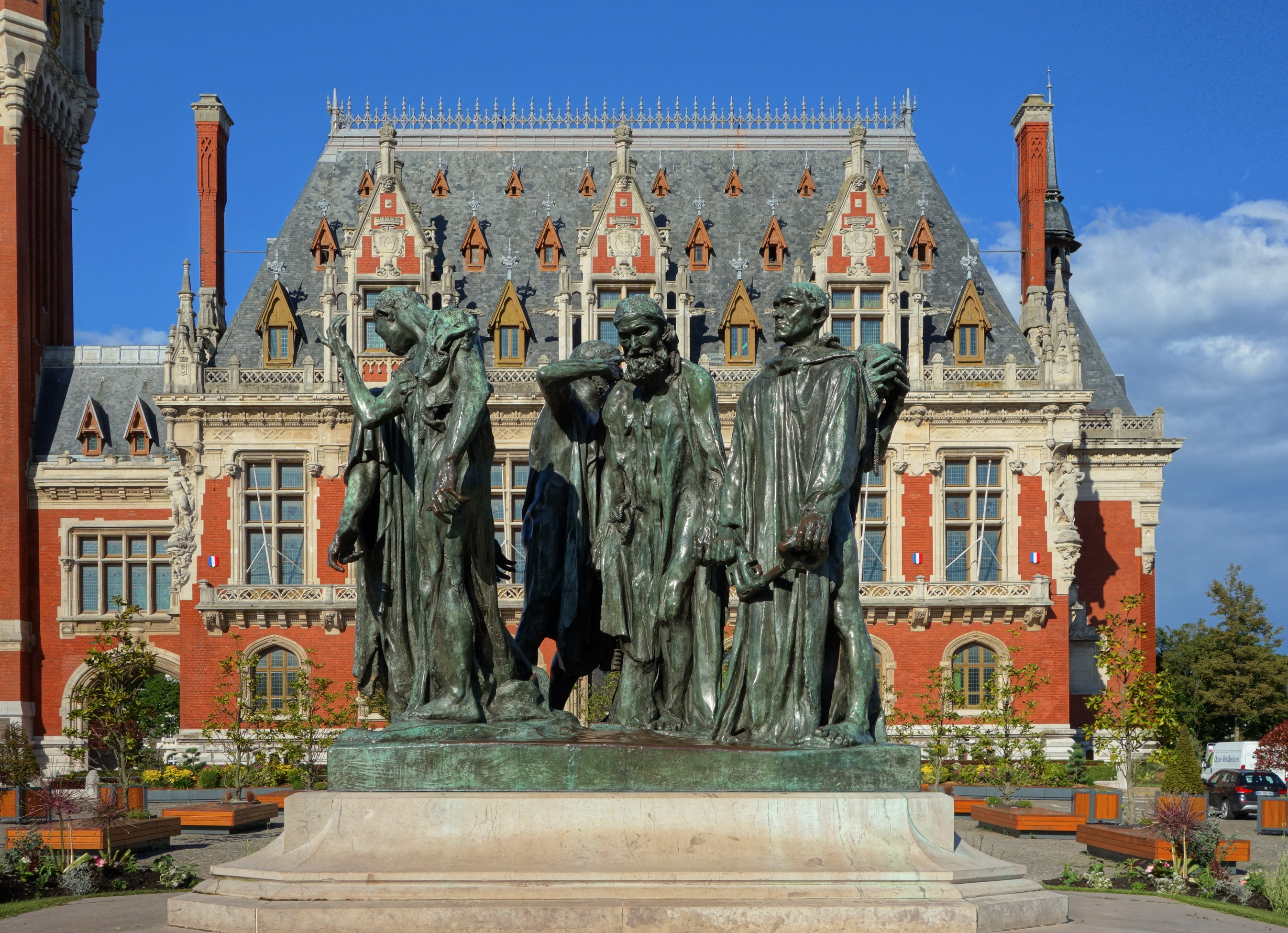
A. Rodin: Občané z Calais, sousoší před radnicí v Calais
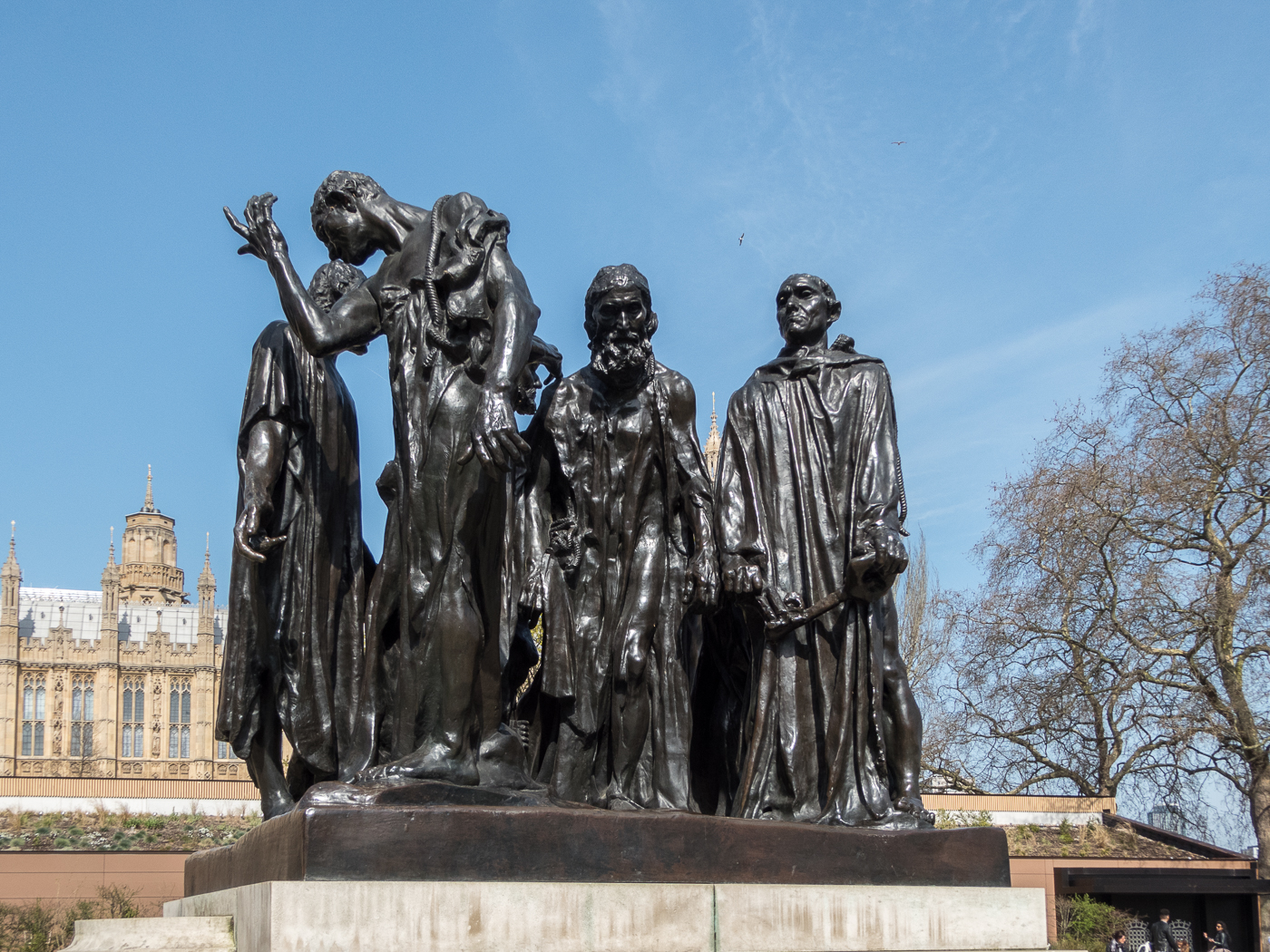
Občané z Calais, Londýn, Park u Parlamentu
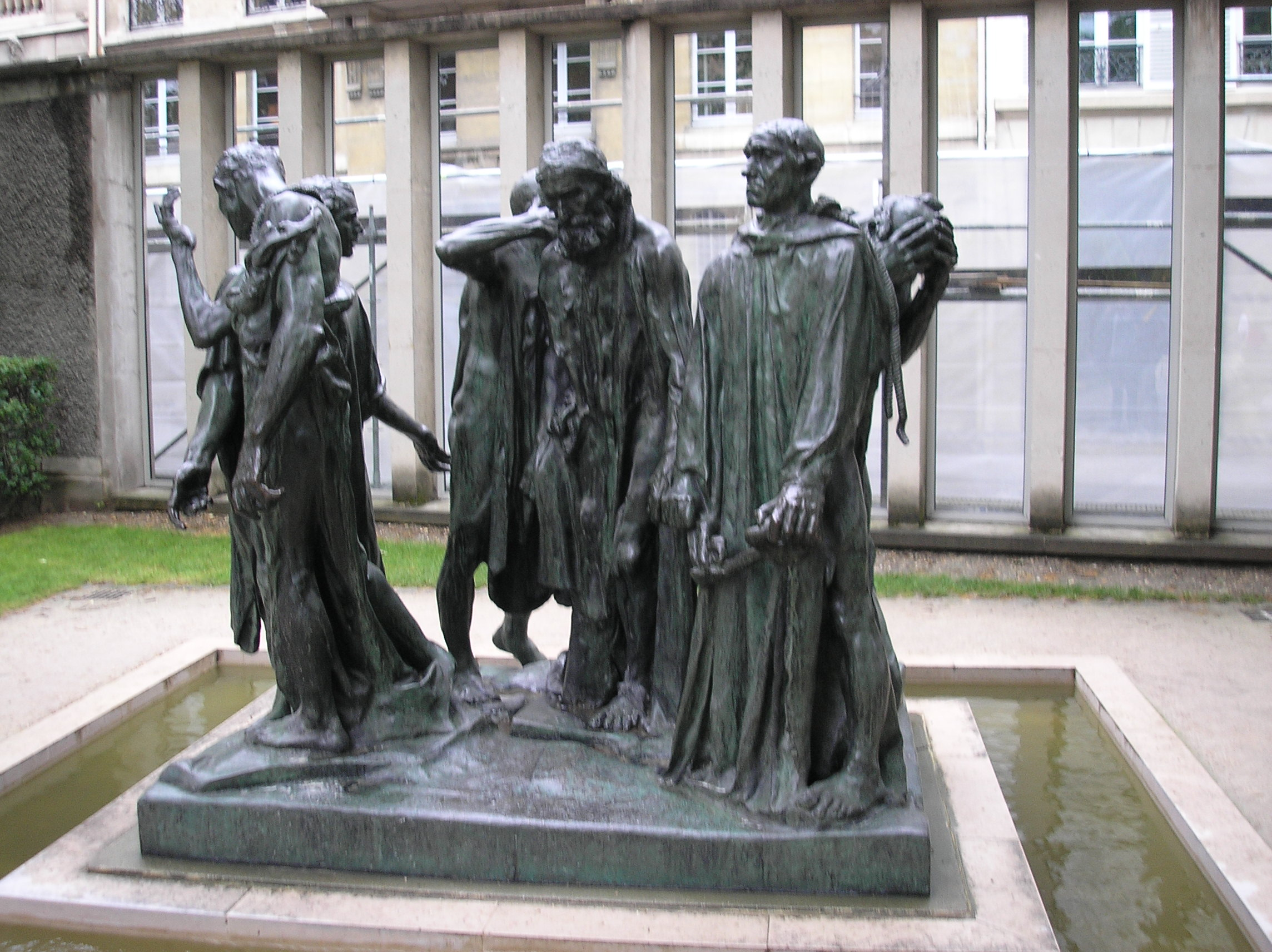
Občané z Calais, Paříž, Rodinovo muzeum
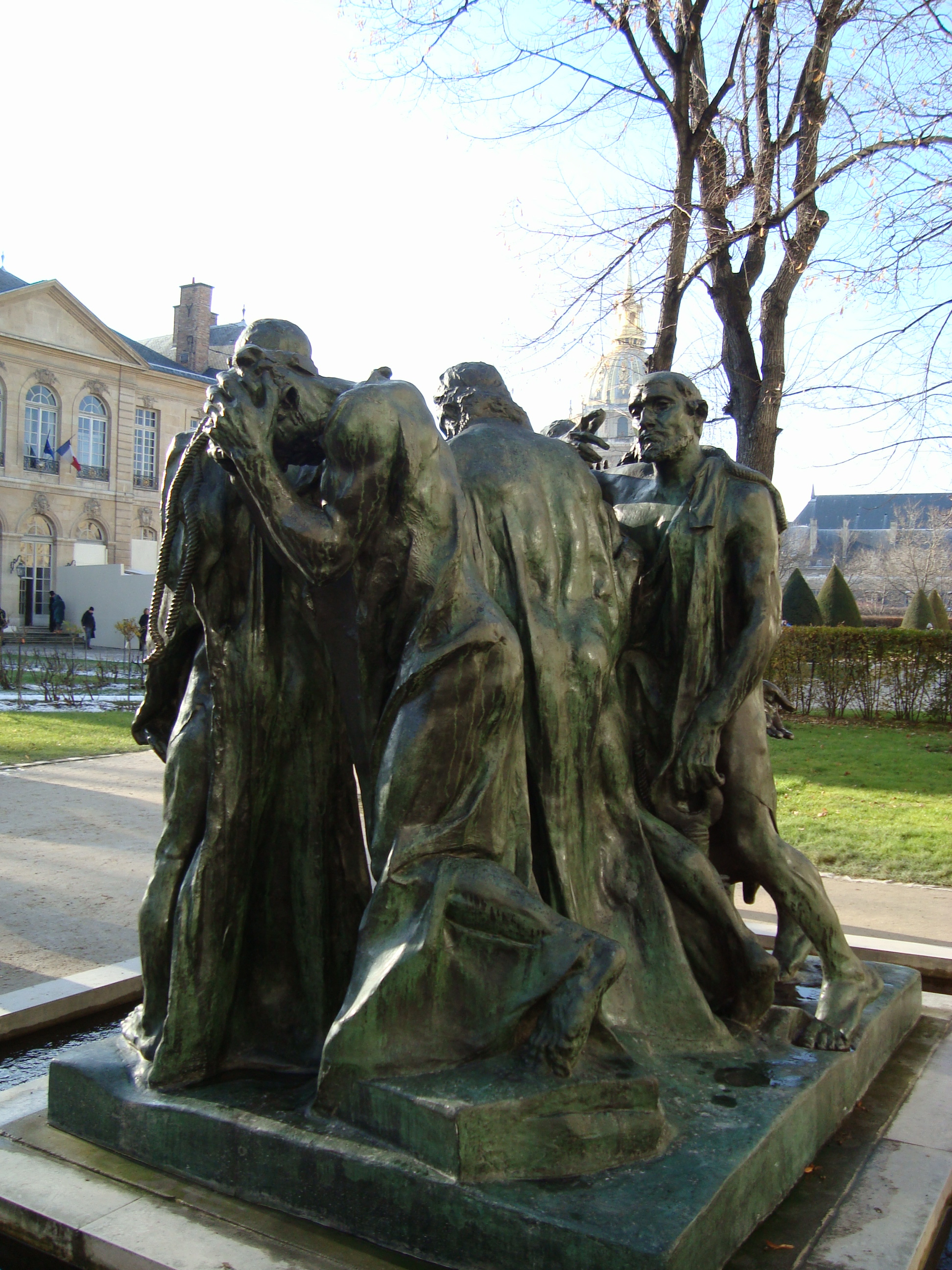
Občané z Calais, zadní pohled, Paříž, Rodinovo muzeum
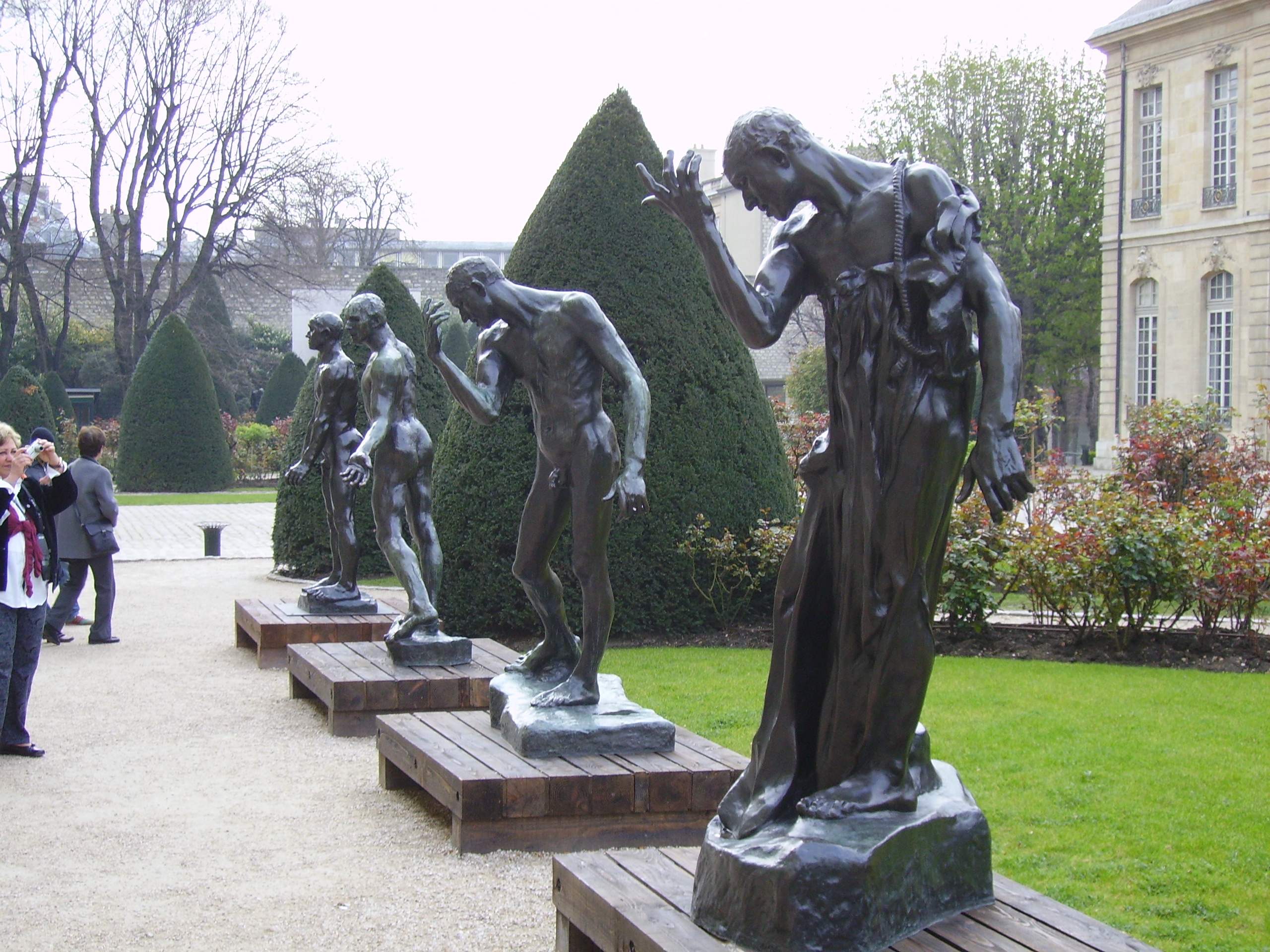
Občané z Calais, odlitky jednotlivých soch, Paříž, Rodinovo muzeum
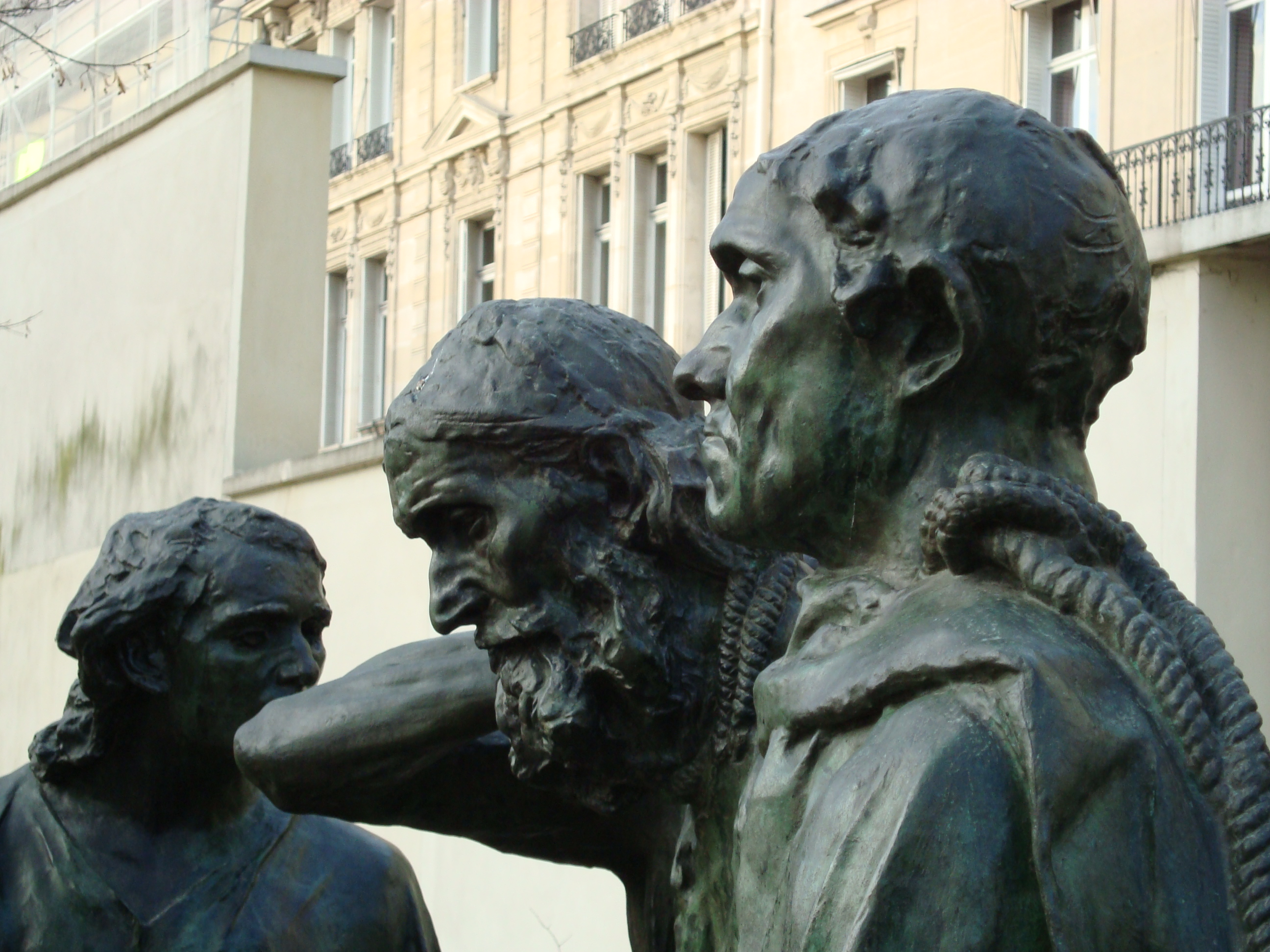
Občané z Calais, detail, Paříž, Rodinovo muzeum
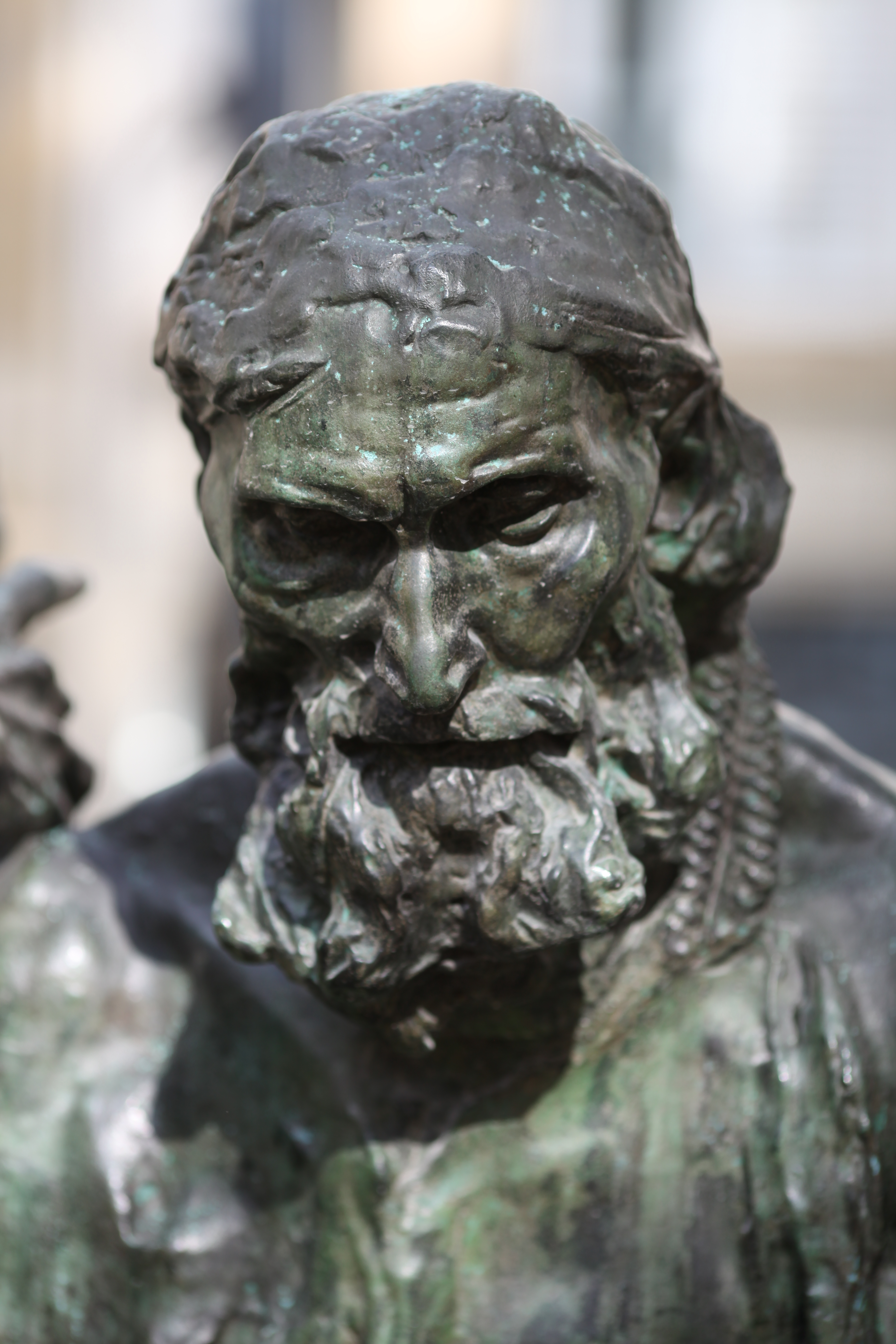
Občané z Calais, detail, Paříž, Rodinovo muzeum
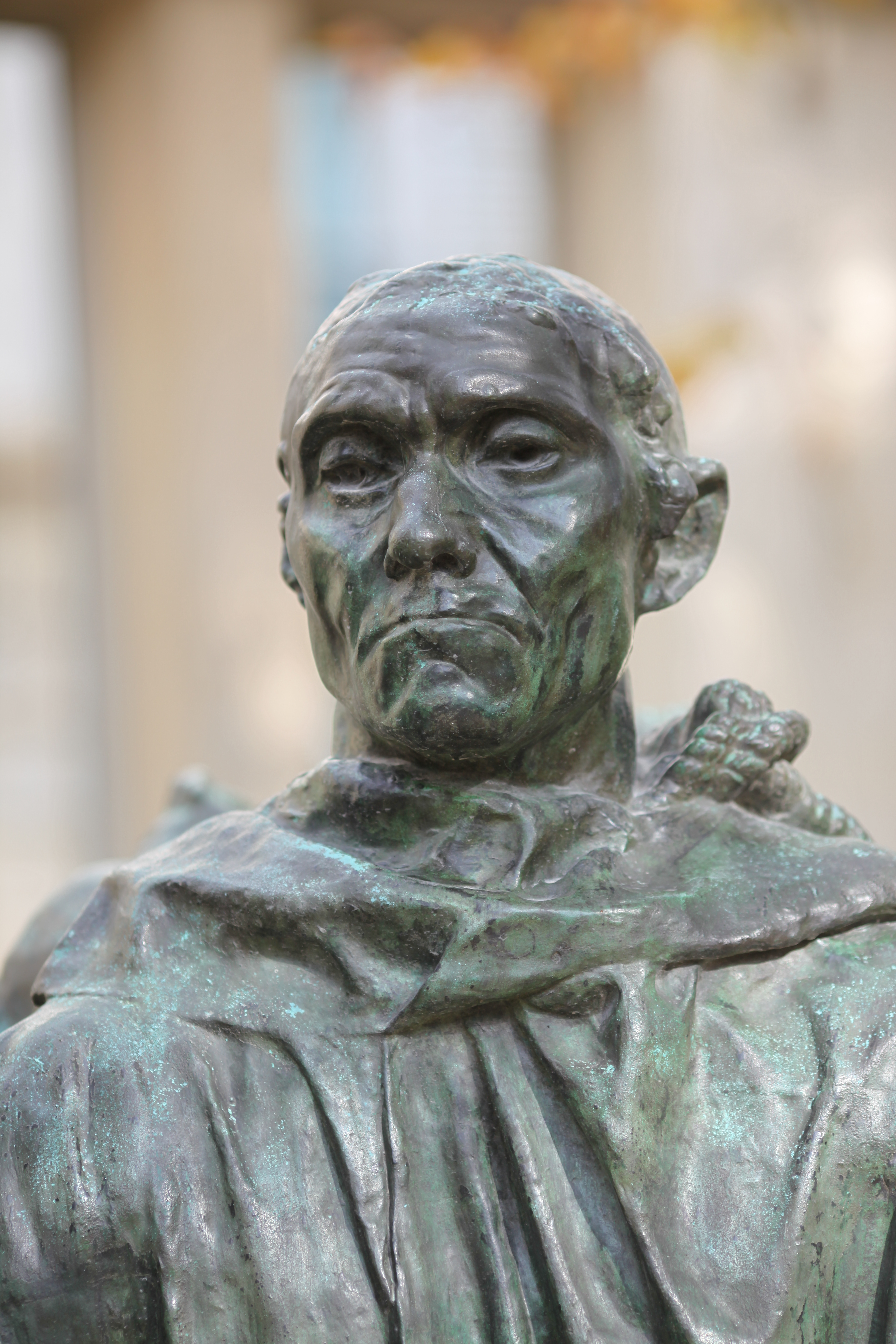
Občané z Calais, detail, Paříž, Rodinovo muzeum
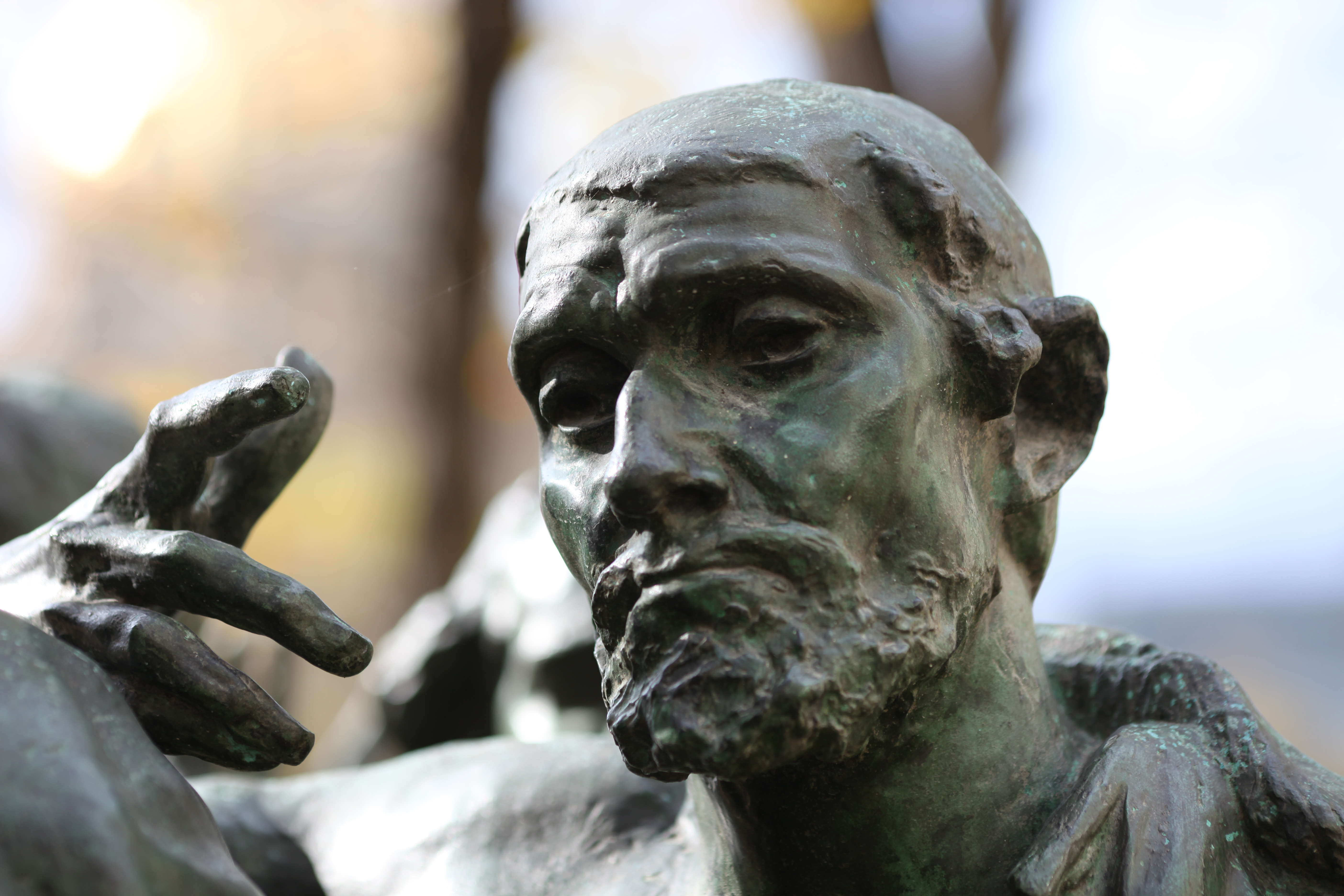
Občané z Calais, detail, Paříž, Rodinovo muzeum
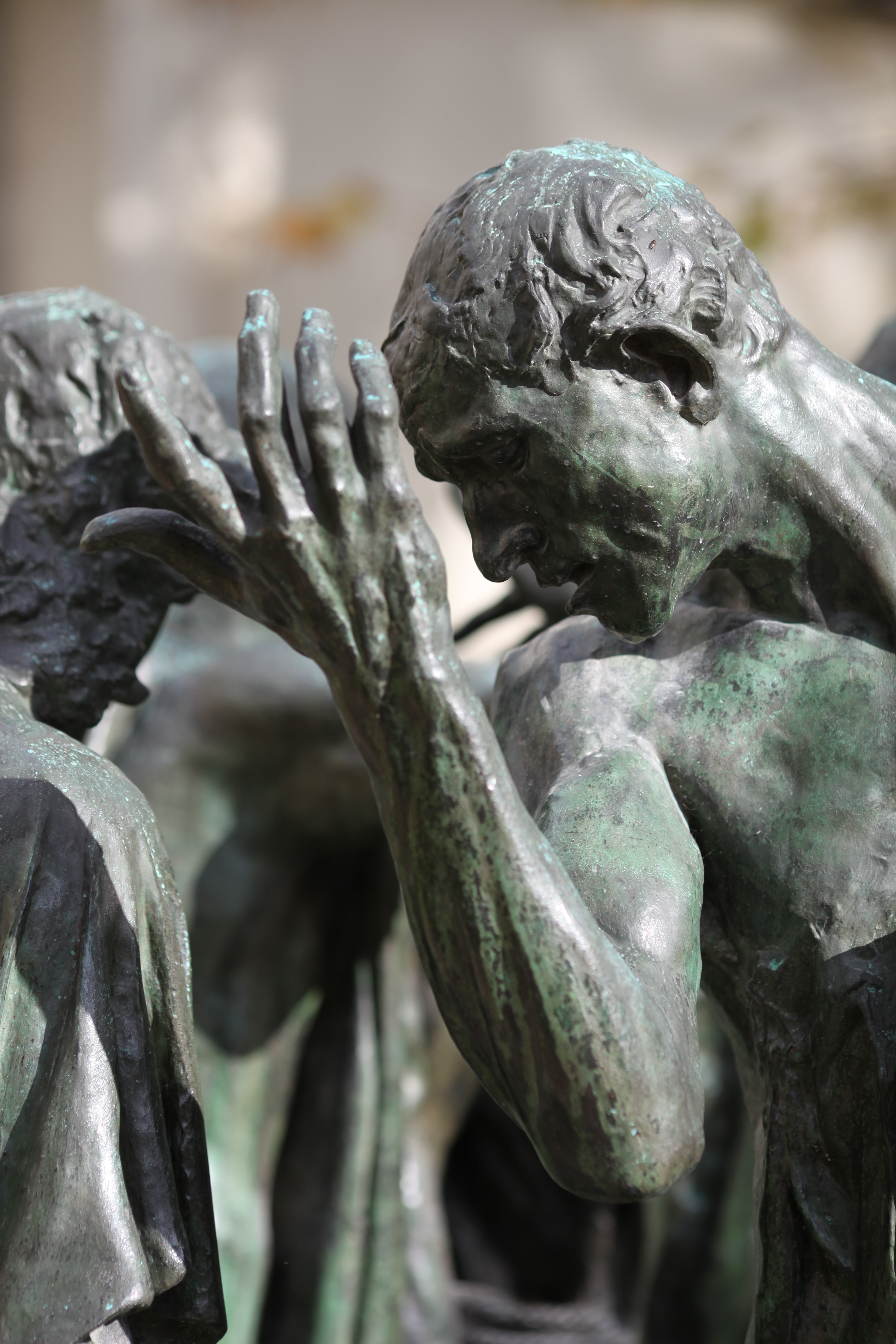
Občané z Calais, detail, Paříž, Rodinovo muzeum
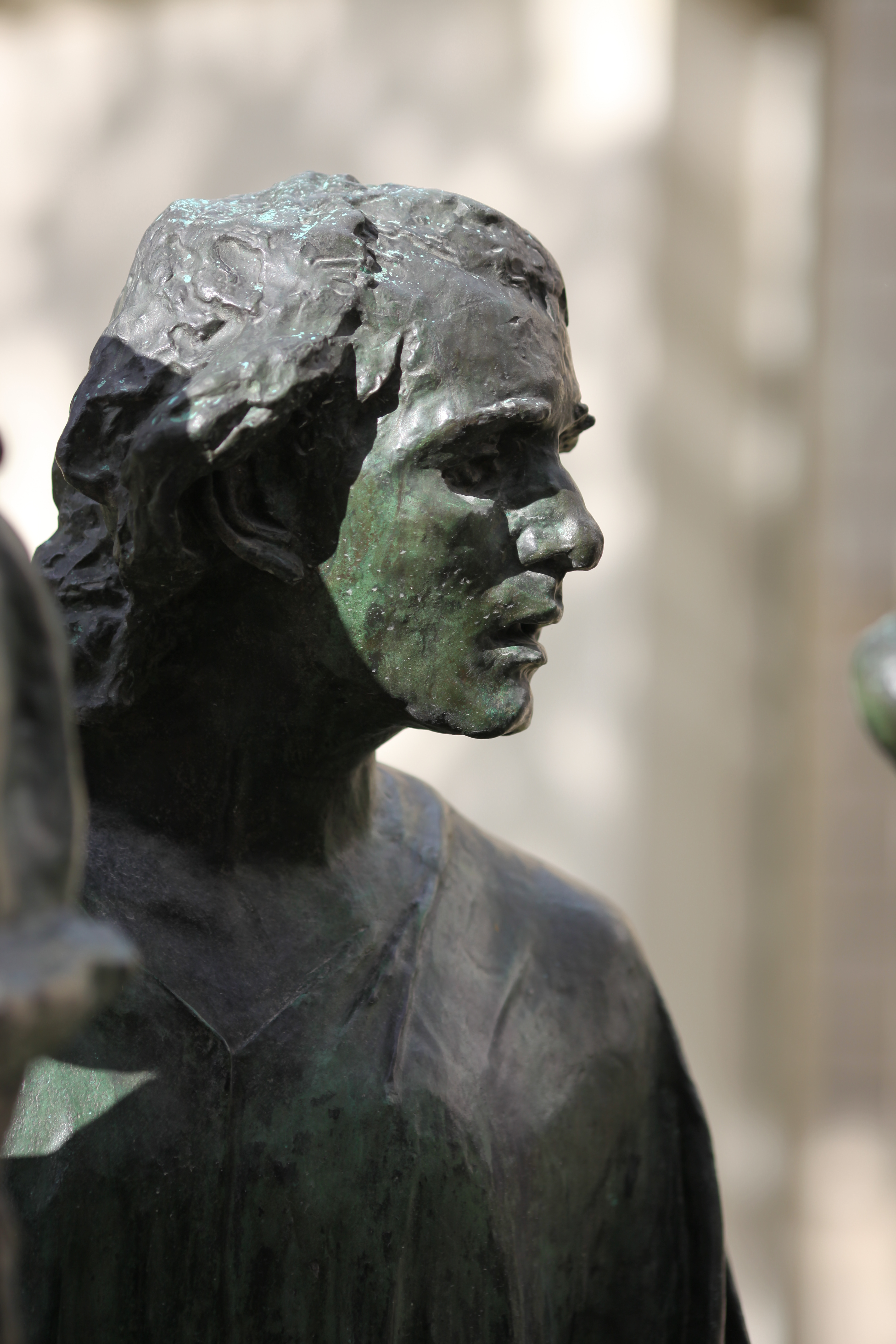
Občané z Calais, detail, Paříž, Rodinovo muzeum
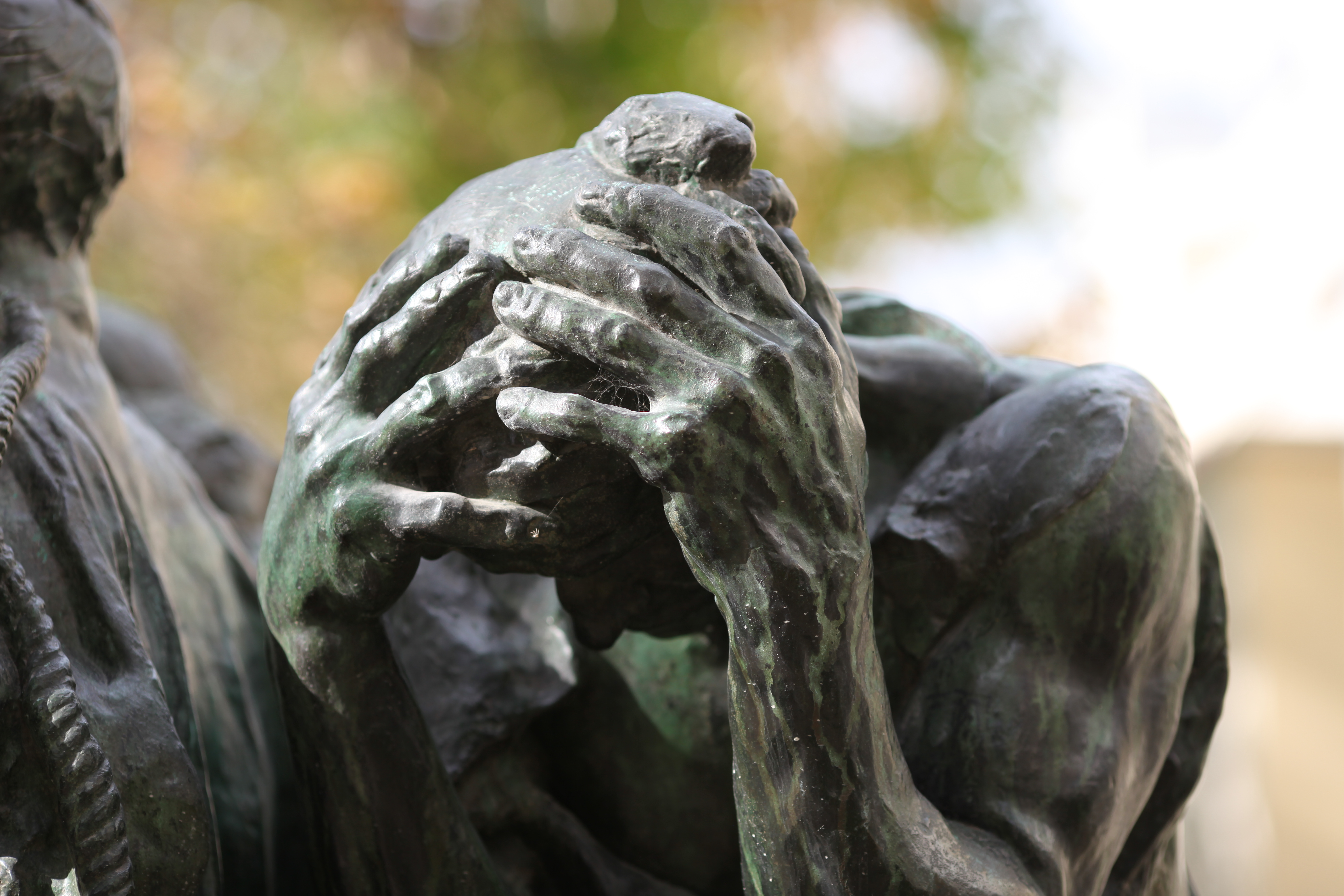
Občané z Calais, detail, Paříž, Rodinovo muzeum